# Serranochromis
Genre
Serranochromis est un genre de poissons du super-ordre des téléostéens.

## Liste des espèces
Selon FishBase (3 fev. 2016) :
- Serranochromis altus (Winemiller & Kelso-Winemiller, 1991)
- Serranochromis angusticeps (Boulenger, 1907)
- Serranochromis jallae (Boulenger, 1896)
- Serranochromis janus (Trewavas, 1964)
- Serranochromis longimanus (Boulenger, 1911)
- Serranochromis macrocephalus (Boulenger, 1899)
- Serranochromis meridianus (Jubb, 1967)
- Serranochromis robustus (Günther, 1864)
- Serranochromis spei (Trewavas, 1964)
- Serranochromis stappersi (Trewavas, 1964)
- Serranochromis thumbergi (Castelnau, 1861)